# Axinaea quitensis
Axinaea quitensis är en tvåhjärtbladig växtart som beskrevs av Raymond Benoist. Axinaea quitensis ingår i släktet Axinaea och familjen Melastomataceae. IUCN kategoriserar arten globalt som nära hotad.
Artens utbredningsområde är Ecuador. Inga underarter finns listade i Catalogue of Life.